# بردية طقوس التحنيط
بردية طقوس التحنيط هي واحدة من برديتين فقط موجودتين حالياً تحتويان على تفاصيل عن ممارسات التحنيط المستخدمة في طقوس الدفن في الثقافة المصرية القديمة.
توجد نسخة من البرديات في المتحف المصري بالقاهرة (بردية بولاق رقم 3) والأخرى في متحف اللوفر (رقم 5158).

## البرديات
تم اكتشاف البردية الموجودة في القاهرة عام 1857، داخل مقبرة في طيبة. تمثل هذه البردية آخر عشر صفحات من عمل ضاعت كل صفحاته الأخرى؛ وكانت ثماني صفحات منها في حالة جيدة.
تعطي بردية اللوفر نفس المعلومات الموجودة في الصفحتين الأخيرتين من وثيقة القاهرة.
كلاهما نسخ مكتوبة بالخط الهيراطيقي، مع تدوينات ديموطيقية، خلال الفترة الرومانية، وتم نسخهما من نص أقدم واحد.
يرجع تاريخ البرديات على الأرجح إلى القرن الأول الميلادي وتحتوي تحديدًا على معلومات حول أحد عشر عملاً من دهن الجسم، وتغليف ووضع الأعضاء الداخلية، التي تم معالجتها، داخل أواني كانوبية، وعملية لف الجثة المحنطة لإنشاء مومياء.

## الطقوس
وُصفت عملية التحنيط ليتم تنفيذها أثناء أداء الصلوات والتعاويذ بشكل طقوسي.
كان الأشخاص الضروريون والحاضرون والمشاركون في أداء الطقوس هم "رئيس الأسرار" أو "مُزين" (كلاهما يشير إلى نفس الشخص)، "القارئ"، ومستشار أو حامل الختم الإلهي ("ختمو نتر"). من بين الحاضرين، كان الشخص الذي يُدعى "حري سشتا" (رئيس الأسرار) يشغل أهم وأعلى منصب، وكان "ختمو نتر" التالي في الأهمية، ثم "وتو" (لافين أو مكفنين)، الذين كانوا يلفون الجثة المحنطة.
يمضي النص في اتجاه تحنيط الرأس وصولاً إلى القدمين.
كان يجب لف الرأس أولاً في الكتان، ومن هذا الكتان الأول، يجب أن يحصل المحنط على الكتان من سايس، مع إضافة طبقة ثانية لاحقاً.